# 贊基
49°38′17″N 36°29′0″E / 49.63806°N 36.48333°E
贊基（烏克蘭語：Занки）是位於烏克蘭東部的村莊，由哈爾科夫州丘胡伊夫区的斯洛博然斯凱市鎮負責管轄。該村始建於1680年，面積0.24平方公里，海拔高度105米，2001年人口62，人口密度每平方公里256.2人。